# Aprostocetus polybaea
Aprostocetus polybaea is een vliesvleugelig insect uit de familie Eulophidae. De wetenschappelijke naam is voor het eerst geldig gepubliceerd in 1843 door Walker.